# Dozvuková jednotka
Při hudební produkci, míchání hudby či realizaci nahrávek se používá mnoho různých typů dozvukových přístrojů pro subjektivní vylepšení zvuku daného nástroje, respektive zpěvu či jiného zdroje signálu. Dozvukové jednotky se téměř výhradně používají v paralelním zapojení k původnímu signálu za účelem jeho obohacení o signál upravený.

## Dozvuk a ozvěna
Většina dozvukových přístrojů je založena na efektu typu delay nebo reverb či jejich vzájemné kombinaci.

### Delay (zpoždění, ozvěna)
Jádrem tohoto efektu je zpožďovací obvod (dříve analogový, dnes často digitální), který zaznamená vstupní signál a reprodukuje jej na výstupu s jistým nastaveným zpožděním. V praxi bývá zpoždění doplněno především obvodem zpětné vazby, kde část výstupního signálu je přivedena zpátky na vstup, čímž je dosaženo několikanásobného opakování původního signálu se sestupnou tendencí.

### Reverb (dozvuk)
Efektu dozvuku je teoreticky možno dosáhnout nastavením zpožďovacího efektu za jisté hranice: lidský sluch je totiž schopen rozeznat několikanásobné opakování stejného signálu pouze do jisté frekvence opakování. Pokud se signál opakuje častěji se sestupnou tendencí, sluch vnímá tento efekt spíše jako doznívání daného signálu v jistém (abstraktním) prostředí.
V praxi bývá tento obvod dále doplněn o další ovládací prvky a často i další typy audioprocesorů pro rozšíření možností úprav zvuku (ekvalizér a pod).
Pozoruhodným ovládacím prvkem je pre-delay, kterým se nastavuje zpoždění (řádově v desítkách milisekund). Celý upravený signál (s dozvukem) je reprodukován později o nastavenou hodnotu a tímto je dosaženo nějakého odstupu od původního signálu. Výsledek při správném nastavení působí velice přirozeně: originální signál je obohacen o dozvuk, avšak se oba signály neslévají a je zachována či dokonce podpořena srozumitelnost.
Pečlivými úpravami je možno dosáhnout (více či méně dokonale) simulace konkrétních typů prostředí, jako např. kostel, jeskyně, koupelna, obývací pokoj, auditorium, kamenná chodba a mnoho dalších.

## Pokročilé možnosti tvorby a úprav dozvukových efektů

### Páskové echo
Specifický typ dozvukové jednotky využívané převážně v 70. letech. Více v článku Páskové echo.

### Konvoluční reverb
Efekt typu konvoluční reverb je velice komplexní zařízení. Principem jeho funkce je počítačová analýza nahrávky (samplu) z nějakého reálného prostředí, na základě které jsou automaticky nastaveny všechny parametry celé dozvukové jednotky. Výsledek takové operace zní zpravidla velice věrně.
Tento postup je často využíván např. při natáčení filmů, kdy není možně nahrát zvuk v autentickém prostředí a je nutné jej nahrát později ve studiu.